# Östersunds kommun
Östersunds kommun er en kommune i Jämtlands län i Sverige. Hovedbyen er Östersund. Östersunds kommune er den eneste kommune i Jämtlands län, som er en bykommune (de øvrige er landkommuner).

## Historie
Da kommunalforordningen af 1862 trådte i kraft den 1. januar 1863, fandtes der ud over købstaden Östersund ti landkommuner i området. I 1898 blev municipalsamhället Hornsbergs villastad dannet på Frösön, og året efter blev Odenslunds municipalsamhälle i Brunflo landkommune dannet. Sidstnævnte blev opløst i 1918, da den del af Brunflo blev indlemmet i Östersund. Frösö köping blev dannet i 1948 og samtidig ophørte det dér beliggende municipalsamhälle.
Kommunalreformen i 1952 indebar dannelsen af en række storkommuner rundt om Östersund: Brunflo (af tre tidligere kommuner), Hackås (af tre kommuner), Hallen (af tre kommuner) samt Lit (af to kommuner). Östersunds købstad, Frösö köping og Häggenås landkommune forblev uændrede. I 1963 blev Häggenås dog en del af Lit.
Nytåret 1971 dannedes Östersunds kommune af Östersunds købstad, Frösö köping, landkommunerne Brunflo og Lit, samt Sunne og Näs sogne fra den forhenværende Hackås kommune og Norderö sogn fra den forhenværende Hallens kommune.

## Kommunevåbnet
Kommunevåbnets blasonering: I blåt felt et fremadvendt elghoved af sølv.
Våbnet blev fastsat af statsrådet til Östersunds købstad i 1911. Udgangspunktet var et segl med et ikke-defineret hjortedyr, der kigger gennem et Ö. Efter forslag fra rigsheraldikeren blev bogstavet fjernet og dyret besluttet at være en elg, som der også genfindes i landskapsvåbnet. Efter kommunedannelsen i 1971 blev byvåbnet genanvendt og i 1974 blev det registreret hos Patent- och registreringsverket.

## Demografi
Sidst i marts 2007 var kommunens indbyggertal 58.699, 100 flere end året før.

### Kønsfordeling[1]
|         | 1975   | 1985   | 1995   | 2000   | 2006   |
| ------- | ------ | ------ | ------ | ------ | ------ |
| Total   | 54.135 | 56.446 | 59.748 | 58.249 | 58.583 |
| Mænd    | 28.481 | 27.414 | 29.177 | 28.459 | 28.432 |
| Kvinder | 27.654 | 29.032 | 30.571 | 29.790 | 30.151 |

### Aldersfordeling[1]
| Alder   | 1975, antal | 1975, % | 2006, antal | 2006, % |
| ------- | ----------- | ------- | ----------- | ------- |
| 0 – 6   | 5.274       | 9,7     | 4.243       | 6,9     |
| 7 – 15  | 6.618       | 12,2    | 5.755       | 11,3    |
| 16 – 24 | 7.121       | 13,2    | 7.154       | 11,6    |
| 25 – 39 | 12.010      | 22,2    | 11.427      | 20,8    |
| 40 – 64 | 15.668      | 28,9    | 19.765      | 32,2    |
| 65 –    | 7.444       | 13,8    | 10.239      | 17,2    |

### Gennemsnitsalder[1]
| Gennemsnitsalder   | 1990 | 2006 |
| ------------------ | ---- | ---- |
| Östersunds kommune | 38,6 | 41,3 |
| Jämtlands län      | 40,6 | 42,8 |
| Sverige            | 39,4 | 40,9 |

### Befolkningsændringer[1]
|            | 1975 | 1985 | 1995 | 2000 | 2006 |
| ---------- | ---- | ---- | ---- | ---- | ---- |
| Fødte      | 772  | 682  | 635  | 670  | 683  |
| Døde       | 523  | 616  | 583  | 614  | 620  |
| Flytninger | 631  | −36  | −26  | −90  | 100  |
| Forøgelse  | 883  | 39   | 18   | −31  | 155  |

## Politik
Efter storkommunens dannelse i 1971 og det første valg havde fundet sted, blev Östersunds kommune styret af de borgerlige partier hvor Centerpartiet havde borgmesterposten i kommunalbestyrelsen. I slutningen af 1970'erne blev Östersund en socialdemokratisk kommune. Socialdemokraterna styrede kommunen indtil 1991, hvor de borgerlige partier igen fik magten, med Per Söderberg (Centerpartiet) som borgmester efter Thore Holmberg (Socialdemokraterna). Derefter overtog Socialdemokraterna igen styret, med støtte af Vänsterpartiet, i 1998 havde man også støtte af Miljöpartiet.
Ved kommunalvalget i 2002 blev antallet af pladser i kommunalbestyrelsen nedsat fra 75 til 67.

### Kommunalbestyrelser 1970-2006
| Valgår | m  | c  | kd | fp | mp | s  | v | Grafisk præsentation |
| ------ | -- | -- | -- | -- | -- | -- | - | --- |
| 1970   | 9  | 18 | 1  | 10 | 0  | 35 | 2 | Blå · Blå · Blå · Blå · Blå · Blå · Blå · Blå · Blå · Grøn · Grøn · Grøn · Grøn · Grøn · Grøn · Grøn · Grøn · Grøn · Grøn · Grøn · Grøn · Grøn · Grøn · Grøn · Grøn · Grøn · Grøn · Blå · Blå · Blå · Blå · Blå · Blå · Blå · Blå · Blå · Blå · Blå · Rød · Rød · Rød · Rød · Rød · Rød · Rød · Rød · Rød · Rød · Rød · Rød · Rød · Rød · Rød · Rød · Rød · Rød · Rød · Rød · Rød · Rød · Rød · Rød · Rød · Rød · Rød · Rød · Rød · Rød · Rød · Rød · Rød · Rød · Rød · Rød · Rød     |
| 1973   | 8  | 22 | 1  | 7  | 0  | 34 | 3 | Blå · Blå · Blå · Blå · Blå · Blå · Blå · Blå · Grøn · Grøn · Grøn · Grøn · Grøn · Grøn · Grøn · Grøn · Grøn · Grøn · Grøn · Grøn · Grøn · Grøn · Grøn · Grøn · Grøn · Grøn · Grøn · Grøn · Grøn · Grøn · Blå · Blå · Blå · Blå · Blå · Blå · Blå · Blå · Rød · Rød · Rød · Rød · Rød · Rød · Rød · Rød · Rød · Rød · Rød · Rød · Rød · Rød · Rød · Rød · Rød · Rød · Rød · Rød · Rød · Rød · Rød · Rød · Rød · Rød · Rød · Rød · Rød · Rød · Rød · Rød · Rød · Rød · Rød · Rød · Rød |
| 1976   | 8  | 22 | 1  | 7  | 0  | 34 | 3 | Blå · Blå · Blå · Blå · Blå · Blå · Blå · Blå · Grøn · Grøn · Grøn · Grøn · Grøn · Grøn · Grøn · Grøn · Grøn · Grøn · Grøn · Grøn · Grøn · Grøn · Grøn · Grøn · Grøn · Grøn · Grøn · Grøn · Grøn · Grøn · Blå · Blå · Blå · Blå · Blå · Blå · Blå · Blå · Rød · Rød · Rød · Rød · Rød · Rød · Rød · Rød · Rød · Rød · Rød · Rød · Rød · Rød · Rød · Rød · Rød · Rød · Rød · Rød · Rød · Rød · Rød · Rød · Rød · Rød · Rød · Rød · Rød · Rød · Rød · Rød · Rød · Rød · Rød · Rød · Rød |
| 1979   | 10 | 17 | 1  | 7  | 0  | 36 | 4 | Blå · Blå · Blå · Blå · Blå · Blå · Blå · Blå · Blå · Blå · Grøn · Grøn · Grøn · Grøn · Grøn · Grøn · Grøn · Grøn · Grøn · Grøn · Grøn · Grøn · Grøn · Grøn · Grøn · Grøn · Blå · Blå · Blå · Blå · Blå · Blå · Blå · Blå · Blå · Rød · Rød · Rød · Rød · Rød · Rød · Rød · Rød · Rød · Rød · Rød · Rød · Rød · Rød · Rød · Rød · Rød · Rød · Rød · Rød · Rød · Rød · Rød · Rød · Rød · Rød · Rød · Rød · Rød · Rød · Rød · Rød · Rød · Rød · Rød · Rød · Rød · Rød · Rød · Rød       |
| 1982   | 12 | 15 | 1  | 4  | 2  | 38 | 3 | Blå · Blå · Blå · Blå · Blå · Blå · Blå · Blå · Blå · Blå · Blå · Blå · Grøn · Grøn · Grøn · Grøn · Grøn · Grøn · Grøn · Grøn · Grøn · Grøn · Grøn · Grøn · Grøn · Grøn · Grøn · Blå · Blå · Blå · Blå · Blå · Rød · Rød · Rød · Rød · Rød · Rød · Rød · Rød · Rød · Rød · Rød · Rød · Rød · Rød · Rød · Rød · Rød · Rød · Rød · Rød · Rød · Rød · Rød · Rød · Rød · Rød · Rød · Rød · Rød · Rød · Rød · Rød · Rød · Rød · Rød · Rød · Rød · Rød · Rød · Rød · Rød · Grøn · Grøn      |
| 1985   | 12 | 12 | 0  | 9  | 2  | 36 | 4 | Blå · Blå · Blå · Blå · Blå · Blå · Blå · Blå · Blå · Blå · Blå · Blå · Grøn · Grøn · Grøn · Grøn · Grøn · Grøn · Grøn · Grøn · Grøn · Grøn · Grøn · Grøn · Blå · Blå · Blå · Blå · Blå · Blå · Blå · Blå · Blå · Rød · Rød · Rød · Rød · Rød · Rød · Rød · Rød · Rød · Rød · Rød · Rød · Rød · Rød · Rød · Rød · Rød · Rød · Rød · Rød · Rød · Rød · Rød · Rød · Rød · Rød · Rød · Rød · Rød · Rød · Rød · Rød · Rød · Rød · Rød · Rød · Rød · Rød · Rød · Rød · Grøn · Grøn         |
| 1988   | 9  | 13 | 1  | 9  | 4  | 35 | 4 | Blå · Blå · Blå · Blå · Blå · Blå · Blå · Blå · Blå · Grøn · Grøn · Grøn · Grøn · Grøn · Grøn · Grøn · Grøn · Grøn · Grøn · Grøn · Grøn · Grøn · Blå · Blå · Blå · Blå · Blå · Blå · Blå · Blå · Blå · Blå · Rød · Rød · Rød · Rød · Rød · Rød · Rød · Rød · Rød · Rød · Rød · Rød · Rød · Rød · Rød · Rød · Rød · Rød · Rød · Rød · Rød · Rød · Rød · Rød · Rød · Rød · Rød · Rød · Rød · Rød · Rød · Rød · Rød · Rød · Rød · Rød · Rød · Rød · Rød · Grøn · Grøn · Grøn · Grøn      |
| 1991   | 12 | 14 | 3  | 8  | 3  | 31 | 4 | Blå · Blå · Blå · Blå · Blå · Blå · Blå · Blå · Blå · Blå · Blå · Blå · Grøn · Grøn · Grøn · Grøn · Grøn · Grøn · Grøn · Grøn · Grøn · Grøn · Grøn · Grøn · Grøn · Grøn · Blå · Blå · Blå · Blå · Blå · Blå · Blå · Blå · Blå · Blå · Blå · Rød · Rød · Rød · Rød · Rød · Rød · Rød · Rød · Rød · Rød · Rød · Rød · Rød · Rød · Rød · Rød · Rød · Rød · Rød · Rød · Rød · Rød · Rød · Rød · Rød · Rød · Rød · Rød · Rød · Rød · Rød · Rød · Rød · Rød · Rød · Grøn · Grøn · Grøn      |
| 1994   | 9  | 17 | 1  | 4  | 4  | 34 | 4 | Blå · Blå · Blå · Blå · Blå · Blå · Blå · Blå · Blå · Grøn · Grøn · Grøn · Grøn · Grøn · Grøn · Grøn · Grøn · Grøn · Grøn · Grøn · Grøn · Grøn · Grøn · Grøn · Grøn · Grøn · Blå · Blå · Blå · Blå · Blå · Blå · Rød · Rød · Rød · Rød · Rød · Rød · Rød · Rød · Rød · Rød · Rød · Rød · Rød · Rød · Rød · Rød · Rød · Rød · Rød · Rød · Rød · Rød · Rød · Rød · Rød · Rød · Rød · Rød · Rød · Rød · Rød · Rød · Rød · Rød · Rød · Rød · Rød · Rød · Grøn · Grøn · Grøn · Grøn        |
| 1998   | 11 | 17 | 4  | 2  | 4  | 29 | 8 | Blå · Blå · Blå · Blå · Blå · Blå · Blå · Blå · Blå · Blå · Blå · Grøn · Grøn · Grøn · Grøn · Grøn · Grøn · Grøn · Grøn · Grøn · Grøn · Grøn · Grøn · Grøn · Grøn · Grøn · Grøn · Grøn · Blå · Blå · Blå · Blå · Blå · Blå · Rød · Rød · Rød · Rød · Rød · Rød · Rød · Rød · Rød · Rød · Rød · Rød · Rød · Rød · Rød · Rød · Rød · Rød · Rød · Rød · Rød · Rød · Rød · Rød · Rød · Rød · Rød · Rød · Rød · Rød · Rød · Rød · Rød · Rød · Rød · Rød · Rød · Grøn · Grøn · Grøn · Grøn  |
| 2002   | 7  | 16 | 2  | 4  | 4  | 26 | 8 | Blå · Blå · Blå · Blå · Blå · Blå · Blå · Grøn · Grøn · Grøn · Grøn · Grøn · Grøn · Grøn · Grøn · Grøn · Grøn · Grøn · Grøn · Grøn · Grøn · Grøn · Grøn · Blå · Blå · Blå · Blå · Blå · Blå · Rød · Rød · Rød · Rød · Rød · Rød · Rød · Rød · Rød · Rød · Rød · Rød · Rød · Rød · Rød · Rød · Rød · Rød · Rød · Rød · Rød · Rød · Rød · Rød · Rød · Rød · Rød · Rød · Rød · Rød · Rød · Rød · Rød · Rød · Grøn · Grøn · Grøn · Grøn                                                   |

### Kommunalbestyrelsen 2006-2010
Efter valget i 2006 blev Miljöpartiet tungen på vægtskålen og indledte forhandlinger med både det siddende flertal bestående af Socialdemokraterna og Vänsterpartiet samt den borgerlige alliance. Partiet valgte at samarbejde med de socialistiske partier, sådan som det også var tilfældet i 1998. Jens Nilsson (Socialdemokraterna) kunne dermed fortsætte som borgmester. Annsofie Andersson (Socialdemokraterna) blev første viceborgmester og Carina Zetterström (Centerpartiet) anden viceborgmester samt oppositionsleder. Stefan Konradsson (Vänsterpartiet) og Karin Thomasson (Miljöpartiet) blev begge rådmænd.
|  | Socialdemokraterna (s)         | 13.924 | 39,19 | +0,82 | 27 | +1 |  |  |  |  |  |  |  |  |  |  |
|  | Centerpartiet (c)              | 7.628  | 21,47 | −2,58 | 15 | −1 |  |  |  |  |  |  |  |  |  |  |
|  | Moderaterne (m)                | 5.704  | 16,06 | +6,29 | 11 | +4 |  |  |  |  |  |  |  |  |  |  |
|  | Vänsterpartiet (v)             | 2.618  | 7,37  | −3,12 | 4  | −4 |  |  |  |  |  |  |  |  |  |  |
|  | Folkpartiet (fp)               | 1.949  | 5,49  | −1,30 | 4  | —  |  |  |  |  |  |  |  |  |  |  |
|  | Miljöpartiet (mp)              | 1.897  | 5,34  | +0,61 | 4  | —  |  |  |  |  |  |  |  |  |  |  |
|  | Kristdemokraterna (kd)         | 1.145  | 3,22  | −0,38 | 2  | —  |  |  |  |  |  |  |  |  |  |  |
|  | Øvrige partier                 | 661    | 1,85  | −0,35 | 0  | —  |  |  |  |  |  |  |  |  |  |  |
|  |                                |        |       |       |    |    |  |  |  |  |  |  |  |  |  |  |
|  | Borgerlige blok (c, m, fp, kd) | 16.426 | 46,24 | +2,03 | 32 | +3 |  |  |  |  |  |  |  |  |  |  |
|  | Røde blok (s, v)               | 16.542 | 46,56 | −2,30 | 31 | −3 |  |  |  |  |  |  |  |  |  |  |
|  | Grønne blok (mp)               | 1.897  | 5,34  | +0,61 | 4  | —  |  |  |  |  |  |  |  |  |  |  |
|  |                                |        |       |       |    |    |  |  |  |  |  |  |  |  |  |  |
|  | Gyldige stemmer i alt          | 35.526 | 97,33 | —     | —  | —  |  |  |  |  |  |  |  |  |  |  |
|  | Ugyldige stemmer               | 976    | 2,67  | —     | —  | —  |  |  |  |  |  |  |  |  |  |  |
|  | I alt                          | 36.502 | 78,20 | —     | 67 | —  |  |  |  |  |  |  |  |  |  |  |

Partierne markeret med fed skrift er de styrende, kursiv er det oppositionsledende parti.

### Miljøarbejde
Östersunds kommune arbejder med at lave miljøforbedringer i sin kommunale virksomhed, og har siden begyndelsen af 1990'erne arbejdet systematisk med det. Som følge deraf blev Östersunds kommune den første kommune i Sverige med miljøcertificering efter ISO 14001 og som andre kommuner registreret jævnfør EU's EMAS-standard. Certificeringen gælder hele den kommunale virksomhed.

## Venskabsbyer
Östersund har fem venskabsbyer:
| By og land       | Siden |
| ---------------- | ----- |
| Kajana, Finland  | 1942  |
| Odense, Danmark  | 1945  |
| Trondheim, Norge | 1945  |
| Sanok, Polen     | 1989  |
| Jilin, Kina      | 2004  |